# Магомедов, Магомед Саидахмедович
Магомед Саидахмедович Магомедов (10 января 1999) — российский тайбоксер. Чемпион России. Мастер спорта России.

## Карьера
Является воспитанником московской спортивной школы МГФСО Москомспорта, занимается под руководством Шамиля Амирова. 29 декабря 2018 года ему было присвоено звание мастер спорта России. В марте 2022 года в Улан-Удэ завоевал серебряную медаль чемпионата России, уступив в финале Эдуарду Сайку. В марте 2023 года в Магнитогорске стал чемпионом России, в финале одолел Александра Ульяницкого. 

## Достижения
- Чемпионат России по тайскому боксу 2022 — ;
- Чемпионат России по тайскому боксу 2023 — ;